# Radljevo
Radljevo (en serbe cyrillique : Радљево) est un village de Serbie situé dans la municipalité d’Ub, district de Kolubara. Au recensement de 2011, il comptait 568 habitants.

## Démographie
| 1948  | 1953  | 1961  | 1971 | 1981 | 1991 | 2002 | 2011 |
| ----- | ----- | ----- | ---- | ---- | ---- | ---- | ---- |
| 1 165 | 1 172 | 1 136 | 948  | 774  | 678  | 607  | 568  |

|  |